# Lahnstein
Lahnstein är en stad i Rhein-Lahn-Kreis i förbundslandet Rheinland-Pfalz i Tyskland.